# La Singla
Pour l’article homonyme, voir Antoñita Singla.
La Singla ou La Sengla, officiellement le mont de la Ceingla (à Bionaz), est un sommet des Alpes pennines culminant à 3 714 m d'altitude situé à la frontière entre l'Italie et la Suisse.

## Géographie
Elle domine le glacier de Blanchen et le glacier d'Otemma à l'ouest, du côté suisse, et la combe d'Oren et le lac de Place-Moulin à l'est, du côté italien.